# Дупляк кукурузный
Дупляк кукурузный (Pentodon idiota) — жук принадлежащий к подсемейству Дупляки, в составе семейства пластинчатоусые. Второе своё название — Навозник кукурузный — получил за некоторое сходство с навозниками-геотрупами.

## Описание
Массивный чёрный или чёрно-бурый жук длиной 14—26 мм. Тело овальное, коренастое, относительно выпуклое, расширенное назад. Лоб с одним бугорком. Лоб и темя в густых и крупных морщинках и точках. Глазные лопасти короткие. Усики 10-члениковые, с маленькой, округленной 3-члениковой булавой.
Верхние челюсти снаружи с 3 округленными зубцами. Переднеспинка поперечная, выпуклая, кзади сужена слабо, в точечной пунктировке. Грудь в крупных точках, а по бокам в грубых, рыжих волосках.
Надкрылья выпуклые, округлённые, в точечной пунктировке. Ноги толстые, сильные. Передние бёдра в густых, рыжих волосках. Средние и задние бёдра снизу у переднего края с 2 рядами щетинконосных пор. Передние голени снаружи с 3 тупыми зубцами.

## Ареал
В пределах России ареал охватывает в основном степную и полупустынную зоны и более сухие районы Кавказа. В восточном Закавказье граница проходит начиная от Талыша по всему западному берегу Каспийского моря до Астрахани.
За пределами России распространен в Крыму, степной части Украины, восточной Австрии, в Венгрии, Румынии, Болгарии, Европейской Турции, Греции, на Балканах, по всей Малой Азии, на севере Азербайджана.

## Местообитания
Жуки приурочены в основном к сухим, открытым пространствам, встречаются на черноземе, каштановых почвах, солонцах и солончаках, на песках речных террас, на песчаных косах черноморского и азовского побережий, а изредка в речных поймах.

## Биология
Как показывают наблюдения в лабораторной обстановке, жуки могут жить до 2 лет. На севере ареала лёт жуков отмечен в мае-августе, на востоке в июне- июле, на юге степной зоны Украины и в Ростовской области — апреле-августе, в Крыму — в конце апреля — июле, на Северном Кавказе (Краснодарский и Ставропольский края. Грозненская область) — конец апреля-август. На Украине и в Предкавказье жуки встречаются в наибольшем количестве в мае и июне, по уже в конце июня начинают заметно отмирать, хотя отдельные особи встречаются еще долго. Жуки активны в любое время суток — до наступления полной темноты; нередко они летят ночью на источники света. Жуки питаются сочными зелеными растениями и очень многоядны. Они не могут всползать на растения и поэтому питаются на поверхности почвы, а нередко зарываются в верхний слой почвы у основания растения и выгрызают у корневой шейки или в верхней части корня ямки различной величины.

## Размножение
Яйцекладка (на Украине) начинается в июне. Жуки зарываются в землю, где откладывают яйца кучками по 3—4 штуки в каждой. Приблизительно через месяц (в июле) выходят молодые личинки, которые питаются живыми и мертвыми корнями растении в почве.

### Личинка
Имеет толстое, С-образно изогнутое, белое тело. Голова красно-жёлтая или буро-красная, гладкая, блестящая, с наибольшей шириной спероди, у основания усиков. На темени с каждой стороны имеется по 2 длинных, продольных ряда щетинок, идущих назад и внутрь, а также довольно многочисленные рассеянные щетинки. Наличник трапециевидный. Анальный тергит покрыт негустыми волосками, в самой задней части — мелкими шиповидпымп щетинками. На задней части анального стернита находится поле, занятое многочисленными длинными, несколько наклоненными назад, изогнутыми, крючковатыми щетинками. Вершина анального сегмента равномерно закругленная, анальное отверстие в виде поперечной щели. Ноги длинные, с удлиненными тазиками; коготки довольно длинные, едва изогнутые, к вершинам заостренные, с парой шиловидных щетинок близ основания. Личинки достигают длины 40 — 62 мм.
При условии сухой погоды личинки обычно держатся на глубине 15—18 см, а при достаточной влажности почвы поднимаются ближе, почти к самой поверхности почвы.

### Куколка
Личинки перезимовывают 2 раза (для чего углубляются в почву не менее как на 1 м) и в середине или конце июля начинают окукливаться. Для этого они устраивают себе в земле, на глубине около 15 см, пещерку с уплотненными стенками, размером 35 x 19—20 мм, где и окукливаются. Куколка имеет длину 24—28 мм, ширину 15—17 мм, сначала белая, потом становится красно-бурой. Продолжительность фазы куколки 12—14 дней. В августе происходит выход из куколок молодых жуков, которые, однако, не оставляют куколочной колыбельки до весны следующего года.